# كارلوس نورييغا
كارلوس نورييغا (بالإسبانية: Carlos Noriega)‏ (مواليد 19 يونيو 1922) هو سبّاح أوروغواياني، مثّل بلاده في الألعاب الأولمبية الصيفية 1948.

## روابط خارجية
كارلوس نورييغا على موقع الاتحاد الدولي للسباحة (الإنجليزية)
- كارلوس نورييغا على موقع أوليمبيديا (الإنجليزية)